# كول أوف ديوتي: مودرن وورفير

صورة من اللعبة

كول أوف ديوتي: مودرن وورفير (بالإنجليزية: Call of Duty: Modern Warfare) هي لعبة فيديو من نوع تصويب منظور الشخص الأول وهي من إنتاج إنفنتي وورد ومن نشر وتوزيع أكتيفيجن، وستكون النسخة السادسة عشرة من سلسلة العاب كول أوف ديوتي. وستكون ريبوت من السلسلة الفرعية مودرن وورفير. تستخدم اللعبة محركًا جديدًا لهذا الجزء، مما يسمح باستخدام بيئات أكثر تفصيلًا، تم إصدار اللعبة في تاريخ 25 أكتوبر 2019، على مايكروسوفت ويندوز، بلاي ستيشن 4، وإكس بوكس ون، تدعم اللعبة اللغة العربية.
ومن المقرر أن تكون اللعبة في جو واقعي وحديث. وللمرة الأولى في تاريخ السلسلة، ستكون كول أوف ديوتي: مودرن وورفير داعمة لتعدد اللاعبين علي جميع المنصات. كما أكدت أكتيفيجن أنه قد تم إلغاء تصاريح مرور المواسم التقليدية للامتياز، مما مكن الشركة من توزيع محتوى ما بعد الإطلاق مجانًا على جميع اللاعبين.

## طريقة اللعب
اللعب الفردي سيشمل خيارات معنوية تكتيكية يتم من خلالها تقييم اللاعب وتحديد درجة له في نهاية كل مستوى. سيتعين على اللاعبين التأكد بسرعة مما إذا كانت تهديدات NPCs تمثل خطر أم لا، مثل محاولة الوصول إلى مدنيين يعتقد أنهم ذاهبون إلى حمل السلاح. تستند درجة الضرر الجانبي هذه، المشار إليه باسم تقييم التهديد، على عدد المدنيين الذين يصيبهم اللاعب أو يقتلهم ويتراوح بين الرتبة أ إلى وأو حيث يتم تقديم المكافآت لمن يسجلون أعلى. سيختلف الحوار اعتمادًا على الخيارات التي يتخذها اللاعب في اللعبة. تتضمن القرارات التكتيكية استخدام بندقية قنص في بيئة كبيرة لمقاربة الأهداف، وإطفاء الأنوار لصالح استخدام نظارات الرؤية الليلية أثناء الاختراق والهجوم. لأول مرة في هذه السلسلة، ستسمح اللعبة للاعب بإعادة تحميل الأسلحة مع التركيز على مشاهد البندقية في نفس الوقت.

## روابط خارجية
- كول أوف ديوتي: مودرن وورفير على موقع IMDb (الإنجليزية)